# Das Geheimnis der Frau in Weiß
Das Geheimnis der Frau in Weiß ist ein US-amerikanischer Kriminalfilm aus dem Jahr 1948 von Peter Godfrey mit Alexis Smith und Eleanor Parker in den Hauptrollen. Der Film wurde von Warner Bros. produziert und basiert auf dem 1860 veröffentlichten Roman Die Frau in Weiß von Wilkie Collins.

## Handlung
Der Künstler Walter Hartright erreicht 1851 das englische Städtchen Limmeridge, um der wohlhabenden Laura Fairlie Malunterricht zu geben. Auf dem Weg zu dem Anwesen der Fairlies begegnet er einer in Weiß gekleideten Frau, die verschwindet, als eine Kutsche erscheint. Der Passagier, Graf Fosco, fragt Walter, ob er eine Frau gesehen hat, die aus einem privaten Sanatorium entkommen sei, doch Walter sagt nichts. Bei den Fairlies wird Walter von Lauras Cousine Marian Halcombe begrüßt. Zum Haushalt gehören zudem Lauras Krankenschwester Mrs. Vesey und der gehbehinderte Onkel Frederick. Die Ankunft des Grafen Fosco unterbricht das Gespräch zwischen Marian und Walter.  Walter sucht Frederick auf, der sich als Nervenbündel, das nie das Haus verlässt, entpuppt.
Am nächsten Morgen wird Walter Laura vorgestellt, die er für die Frau in Weiß hält. Schnell wird ihm sein Irrtum klar, und eine amüsierte Laura erzählt beim Frühstück den anderen davon. Mrs. Vesey erzählt, dass ein Mädchen in Lauras Alter, die ihr sehr ähnlich sieht, vor vielen Jahren in dem Haus gelebt hat. Daraufhin geht Marian alte Familienbriefe durch, die die Angaben der Krankenschwester bestätigen. Der Name des Mädchens war Ann Catherick. Walter bittet Marian, den Brief nicht dem Grafen zu zeigen, der jedoch den Brief sieht und ihn verstohlen verschwinden lässt.  Walter und Laura verlieben sich mit der Zeit ineinander, doch die Ankunft von Lauras Verlobtem, Sir Percival Glyde, beendet die Liebelei. Von Marian gewarnt, verlässt Walter das Anwesen, wobei er wieder auf die Frau in Weiß trifft. Die Frau sagt ihm, sie sei Ann und werde in einer Irrenanstalt eingesperrt, damit sie Laura nicht warnen könne.  Walter stellt Percival und Fosco zur Rede und beschuldigt sie, Frederick eine Hochzeit Lauras mit Percival zustimmen zu lassen. Fosco tut Ann als Geisteskranke ab.
Nach Lauras Hochzeit kehrt Marian zum Fairlie-Anwesen zurück. Zu ihrer Überraschung sind alle alten Angestellten entlassen. Lauras  abweisendes Benehmen schockiert sie. Laura kann ihr heimlich zuflüstern, dass sie Angst vor Percival hat, der es auf ihr Erbe abgesehen hat. Fosco würde sie mit Drogen unter Kontrolle halten. In der Nacht wird Laura von Ann besucht, die sie vor Fosco warnt. Das unvermittelte Erscheinen von Fosco und Percival verursacht bei Ann einen tödlichen Herzanfall. Nun erklären die beiden Männer, dass Laura gestorben sei und lassen Ann dafür aufbahren. Walter, der von einer Italienreise zurückgekehrt ist, nimmt an der Beerdigung teil, bemerkt aber, dass die Tote Ann und nicht Laura ist. Zur gleichen Zeit will Fosco Laura einreden, sie sei Ann. Er ist aber nicht erfolgreich, und Laura erzählt Percival, sie sei schwanger. Walter und Marian haben erkannt, dass sie sich lieben. Sie suchen die Irrenanstalt auf, in der Fosco Laura untergebracht hat. Walter kann Laura befreien und ins Hotel bringen, in dem Marian auf die beiden warten soll. Die ist jedoch nach Limmeridge zurückgekehrt, um Fosco zur Freilassung Lauras zu überreden.  Fosco erzählt ihr, dass Ann die illegitime Tochter von Fredericks Schwester war. Er heiratete Anns Mutter und erpresste Fairlie, um an das Familienvermögen zu kommen. Marian verspricht ihm, bei Fosco zu bleiben, wenn er die ganze Geschichte niederschreibt. Plötzlich betritt Foscos Frau den Raum und sticht auf Fosco ein, um ihre tote Tochter zu rächen. Als der Graf stirbt, erscheint die Polizei, dazu Laura und Walter. Walter heiratet später Marian, das Paar lebt danach mit Laura zusammen.

## Entstehung und Veröffentlichung
| Figur                       | Darsteller         | Deutscher Sprecher  |
| --------------------------- | ------------------ | ------------------- |
| Marian Halcombe             | Alexis Smith       | Karin Anselm        |
| Laura Fairlie/Ann Catherick | Eleanor Parker     | Susanne Uhlen       |
| Graf Fosco                  | Sidney Greenstreet | Alf Marholm         |
| Walter Hartright            | Gig Young          | Elmar Wepper        |
| Gräfin Fosco                | Agnes Moorehead    | Maddalena Kerrh     |
| Frederick Fairlie           | John Abbott        | Horst Sachtleben    |
| Dr. Nevin                   | Matthew Boulton    | Christian Marschall |
| Jepson                      | Clifford Brooke    | Thomas Reiner       |
| Dimmock                     | Barry Bernard      | Norbert Gastell     |
| Bahnhofsvorsteher           | John Goldsworthy   | Mogens von Gadow    |

Gedreht wurde der Film von Ende September 1946 bis Anfang Februar 1947  in den Warner-Studios in Burbank.
Die Kleider von Alexis Smith wurden von Milo Anderson kreiert. William C. McGann und Robert Burks schufen die Spezialeffekte. Don Alvarado arbeitete als Produktionsmanager, Herschel Daugherty als Dialogregisseur. Musikalischer Direktor war Leo F. Forbstein.
In kleinen nicht im Abspann erwähnten Nebenrollen traten Creighton Hale, Frederick Worlock sowie John Goldsworthy auf.
Die Premiere des Films fand am 7. Mai 1948 in New York statt. In der Bundesrepublik Deutschland wurde er am 28. Januar 1990 im deutschen Fernsehen ausgestrahlt.

## Kritiken
„Adäquate Verfilmung des viktorianischen Kriminalromans von Wilkie Collins, die eine Atmosphäre von Spannung und Romantik schafft, deren Inszenierungsmittel heute jedoch ein wenig angestaubt wirken.“

„Spannender Gothic-Krimi.“

Bosley Crowther von der The New York Times notierte, die Stimmung des Horrors und der Angst, die der Film heraufbeschwören will, werde durch die Feierlichkeit der Darsteller aus dem Gleichgewicht gebracht. Es scheine, als wäre Regisseur Godfrey, der den antiquierten Flop inszenierte, in dem broschierten Labyrinth des Drehbuchautors verloren gegangen und wisse nicht, was passiere.

## Weitere Romanverfilmungen
Wilkie Collins Roman wurde mehrfach verfilmt, erstmals 1912 in zwei Kurzfilmen. Die erste Adaption als Spielfilm, 1917 unter dem Titel Tangled Lives entstanden, gilt als verschollen. Weitere Spielfilme sind:
- 1929: The Woman in White von Herbert Wilcox
- 1940: Crimes at the Dark House von George King (Vereinigtes Königreich)
- 1949: Kvanna i vitt von Arne Mattsson (Schweden)
- 1981: Die Frau in Weiß von Wadim Derbenjow (Sowjetunion)

Für das Fernsehen entstanden mehrere Serien und Miniserien in verschiedenen Ländern. 1971 wurde mit Die Frau in Weiß eine dreiteilige Miniserie, die Wilhelm Semmelroth für den WDR inszenierte, gezeigt.